# Korcan Çelikay
Korcan Çelikay (* 31. Dezember 1987 in Safranbolu) ist ein türkischer Fußballtorhüter.

## Karriere
Çelikay durchlief die Jugend bei İstanbulspor und Beşiktaş Istanbul. 2007 wurde er zum ersten Mal in die erste Mannschaft berufen. In der Rückrunde der Saison 2007/08 wurde er an Tepecikspor verliehen, um Erfahrungen zu sammeln. Eine Saison später wurde er mit Beşiktaş türkischer Meister und Pokalsieger. Nachdem Rüştü Reçber und Hakan Arıkan verletzt ausfielen, gab Korcan Çelikay sein Debüt in der Süper Lig am 18. Dezember 2009 gegen Bursaspor. Er war ca. 5,5 Monate in Untersuchungshaft und steht noch in Verdacht in den Manipulationsskandal 2011 verwickelt zu sein.
Im Januar 2017 wechselte er zum Drittligisten MKE Ankaragücü.

## Erfolge
Mit Beşiktaş Istanbul
- Türkischer Meister: 2008/09
- Türkischer Pokalsieger 2008/09

Mit MKE Ankaragücü
- Meister der TFF 2. Lig und Aufstieg in die TFF 1. Lig: 2016/17